# Samtgemeinde Aue
La comunità amministrativa di Aue (Samtgemeinde Aue) si trova nel circondario di Uelzen nella Bassa Sassonia, in Germania.

## Suddivisione
Comprende 4 comuni:
1. Bad Bodenteich
2. Lüder
3. Soltendieck
4. Wrestedt

Il capoluogo è Wrestedt.